# 메구리타 신호장
메구리타 신호장(일본어: 回田信号所, めぐりたしんごうじょ)은 일본 도쿄도 히가시무라야마시에 있는 신호장이다.

## 개요
세이부 철도 다마코 선 야사카역과 무사시야마토 역의 사이에 있는 신호장이다. 선로가 합쳐 단선이 되는 곳에는 탈선 장치가 각각 있다.
길이는 1.7 km이며, 이 신호장 구간안에서는 복선으로 운행한다.
주변에 아파트 등 주거시설이 있다.

## 사용 실태
2008년 3월 기준으로, 평일 아침과 저녁, 또는 주말이나, 휴일에 열차교행이 이곳에서 이루어진다.

## 역사
- 1963년 4월 5일: 사용 개시.